# Jannata
Jannata ou encore Jennata (en arabe : جناتا) est un petit village libanais situé dans le Sud, près de Tyr. Jannata fait notamment partie de son district. Elle se trouve à environ dix kilomètres de la rive méditerranéenne.